# Греблошь
Греблошь (рос. Греблошь) — присілок у Боровицькому районі Новгородської області Російської Федерації.
Населення становить 23 особи. Належить до муніципального утворення Прогреське сільське поселення.

## Історія
До 1927 року населений пункт перебував у складі Новгородської губернії. У 1927-1944 роках перебував у складі Ленінградської області.
Орган місцевого самоврядування від 2010 року — Прогреське сільське поселення.

## Населення
| 2000 | 2001 | 2002 | 2003 | 2004 | 2005 | 2006 |
| ---- | ---- | ---- | ---- | ---- | ---- | ---- |
| 48   | ↗49  | →49  | ↘34  | →34  | ↗37  | ↘32  |
| 2007 | 2008 | 2009 | 2010 |      |      |      |
| ↗35  | ↘30  | ↗31  | ↘23  |      |      |      |